# 아담 코코슈카
아담 코코슈카(폴란드어: Adam Kokoszka ˈadam kɔˈkɔʂka[*], 1986년 10월 6일, 마워폴스카 주 안드리후프 ~)는 폴란드의 전직 프로 축구 선수로, 현역 시절 중앙 수비수로 활약했다. 폴란드 무대 외에도 그는 이탈리아와 러시아에서 활동했다.

## 클럽 경력
그는 2006년 8월 4일, 비스와 크라쿠프 소속으로 아르카 그디니아를 상대하며 첫 경기를 치렀다.
2008년 7월 28일, 그는 웹스터 판결에 따라 비스와 크라쿠프를 떠나 엠폴리와 5년 계약을 체결했다. 비스와 크라쿠프는 국제 축구 연맹에 이적에 대해 제소했지만, 10월에 코코슈카의 엠폴리행이 합법적이었다고 못을 박았다. 10월 28일, 그는 4-0으로 이긴 사수올로와의 경기에서 엠폴리 첫 경기를 치렀다.
2011년 1월 19일, 그는 폴로니아 바르샤바로 반 년 임대되었다.
2014년 7월, 코코슈카는 토르페도 모스크바와 3년 계약을 체결했지만, 2015년 4월에 구단이 4개월 동안 임금을 체불하면서 구단을 떠났다.

## 국가대표팀 경력
비록 그는 소속 구단에서 그리 많은 경기에 출전하지 못했지만, 레오 베인하커르 감독의 눈에 띄어 폴란드 국가대표팀 경기에 차출되어 2006년 12월 6일에 아랍에미리트 원정 친선경기에서 신고식을 치렀다. 에스토니아와의 다음 친선경기에서는 폴란드 국가대표팀 1호골도 기록했다. 그는 유로 2008 본선을 앞두고 명단에 이름을 올렸고, 크로아티아와의 조별 리그 최종전에 출전했다.

### 국가대표팀 득점 기록
| #  | 날짜           | 경기장                       | 상대       | 점수 | 결과 | 대회     |
| -- | -------------- | ---------------------------- | ---------- | ---- | ---- | -------- |
| 1. | 2007년 2월 3일 | 스페인 헤레스 데 라 프론테라 | 에스토니아 | 4–0  | 승   | 친선경기 |
| 2. | 2008년 2월 2일 | 키프로스 파포스              | 핀란드     | 1–0  | 승   | 친선경기 |

## 수상
비스와 크라쿠프
- 엑스트라클라사: 2007–08